# 23691 Jefneve
23691 Jefneve este o planetă minoră (asteroid), cu un diametru de 9,973 km, din centura de asteroizi. A fost descoperită pe 3 mai 1997 la Observatorul La Silla de Eric Walter Elst. 
Obiectul prezintă o orbită caracterizată de o semiaxă mare de 2,6128885 UAi, o excentricitate de 0,18, o înclinație de 4,18179 ° în raport cu ecliptica.